# (129595) Vand
(129595) Vand est un astéroïde de la ceinture principale.

## Description
(129595) Vand est un astéroïde de la ceinture principale. Il fut découvert le 2 novembre 1997 à l'Observatoire Kleť par Jana Tichá et Miloš Tichý. Il présente une orbite caractérisée par un demi-grand axe de 2,32 UA, une excentricité de 0,15 et une inclinaison de 2,9° par rapport à l'écliptique.

## Compléments